# Ion Roată (gmina)
Ion Roată – gmina w Rumunii, w okręgu Jałomica. Obejmuje miejscowości Broșteni i Ion Roată. W 2011 roku liczyła 3752 mieszkańców. 